# Kusma Iwanowitsch Ostrezow
Kusma Iwanowitsch Ostrezow (russisch Кузьма Иванович Острецов; * 1700; † 1781 in Irkutsk) war ein russischer Schiffbauer.

## Leben
Ostrezow trat 1715 in den Staatsdienst, um eine Bauwesen- und Mechanik-Ausbildung zu erhalten. 1717 wurde er zum Schiffbau-Lehrling für den Bau von Transportschiffen nach niederländischem und englischem System ernannt.
Im Februar 1727 wurde Ostrezow vom Linienschiff-Meister Fedossei Skljajew vom Lehrling 1. Klasse zum Linienschiff-Untermeister befördert. Im selben Jahr  entwickelte Ostrezow im Auftrag einer Regierungskommission zwei Typen von Transportschonern mit einer Ladefähigkeit von 100 und 150 Tonnen für Fahrten von St. Petersburg bis Riga.
1729 wurde Ostrezow in die Verbannung geschickt. Unterwegs flüchtete er aus Twer nach Moskau, wo er verhaftet und wegen seiner Flucht zum Tode verurteilt wurde. Der Senat bestätigte 1733 die Verurteilung mit Ersatz der Todesstrafe durch die Degradierung vom Untermeister  zum Komendor entsprechend einem Unteroffizier. Er setzte dann in Astrachan bis 1736 Linienschiffe instand und beteiligte sich am Bau von Handelsschiffen.
1738 wurde Ostretzow wieder zum Linienschiff-Untermeister ernannt. Mit Iwan Nemzow und Andrei Alattschaninow baute er auf der St. Petersburger Galeeren-Werft 16-Ruderbänke-Galeeren. Er selbst baute fünf Galeeren, die im Russisch-Schwedischen Krieg (1741–1743) eingesetzt wurden. Er zeichnete 1739 Entwürfe  von zwei seetüchtigen Plattboden-Ruder-Segelschiffen für den Transport von Vorräten und Proviant, die von Meistern auf verschiedenen Werften für den Bau empfohlen wurden. Im August 1740 wurde er an die Twerza und die Msta geschickt, um in einem eigenen Projekt die neuartigen Schiffe zu bauen. Für den Materialtransport in St. Petersburg hielt das St. Petersburger Admiralitätskollegium die neuartigen Schiffe für zu schwer und zu teuer, so dass der Bau in St. Petersburg nicht genehmigt wurde.
Aufgrund eines Protests des Beraters der Werftenexpedition Linienschiff-Meister Iwan Ramburg wurde Ostrezow auf Veranlassung des Präsidenten des Admiralitätskollegiums Graf Nikolai Golowin verhaftet und vor Gericht gestellt. Der Anlass war Ostrezows Bericht an Kaiserin Elisabeth über die Missstände in der Flotte und der Admiralität, die leeren Magazine, den schlechten Zustand des Kronstädter Hafens, die schlechte Behandlung der Männer in der Flotte und auf den Werften und die Belastungen der Staatskasse. 1743 wurde gegen Ostrezow ermittelt, und nach Abschluss der Ermittlungen wurde er nach Irkutsk verbannt.
In Irkutsk baute Ostrezow im Mai 1761 für den Astronomen Nikita Popow das astronomische Observatorium zur Beobachtung des Venustransits. 1764 wurde Ostrezow mit dem Bau von Baikal-Schiffen beauftragt, wofür ihm ein Zehrgeld von 10 Kopeken täglich zustand. In Irkutsk an der Angara legte er zwei 50 Fuß (15 m) lange Boote auf Kiel, die im Juli 1764 und im Oktober 1765 von Stapel liefen. 1780 entwarf er noch drei Boote für den Frachtverkehr auf dem Baikalsee, die er nicht mehr realisieren konnte.